# 尼尔 (莱茵兰-普法尔茨州)
尼尔（德語：Niehl，發音：[niːl]）是德国莱茵兰-普法尔茨州比特堡-普吕姆艾费尔山县的市镇，面积1.99平方千米，2023年12月31日人口为73人。